# マーク IX 戦車
マーク IX 戦車（マーク 9 せんしゃ）とは第一次世界大戦時のイギリスの装甲戦闘車両である。本車は装甲兵員輸送車として特化した設計を持つ世界で最初の車両だった。

## 開発
戦車を初めて実戦に投入してみると、歩兵部隊がしばしば戦車に追従できないことがわかってきた。これは歩兵が遅すぎたことが原因ではなかった。（初期の戦車は歩行のようなペースでしか移動できなかった。）戦車はもともと徒歩の兵士を機関銃から守るために開発されたにも関わらず、実際には歩兵は機関銃の射撃から十分に護られていなかった。そのため、せっかく多大な犠牲をはらって陣地を得ても、そこを維持するだけに足る歩兵を欠いているために、すぐに陣地を奪い返されることが多かった。この問題は、数名の歩兵を各戦車に乗せることで解決できるのではないかと考えられた。しかし戦車内部の空気は非常に劣悪であり、兵員は気分が悪くなったり気絶したりした。戦車内部の不快な臭気から回復するには、新鮮な空気に再び触れてから約1時間ほどかかり、そのあいだ戦力にはならなかった。そのうえ兵員はひどい頭痛に苦しむのだった。
1917年夏、G・R・ラッカム中尉は兵員輸送に特化した装甲車両を設計するよう命令を受けた。その頃もう1種類別の輸送用戦車であるガンキャリアー マークIも開発中だった。ラッカム中尉はランドシップ委員会(Landships Committee)のユースタス・テニスン・ダインコート委員長(Eustace Tennyson d'Eyncourt)と協力した。設計は、本車にスポンソン(Sponson)を装着し、マークV戦車よりも近代的な戦車へと改修するという要求により難航した。これはマークVIII戦車の設計に失敗したことが明らかとなった場合に備えての措置だった。また本車の型式は未だに戦車として指定されており、「マークIX」はマークVIIIを継ぐものだった。しかしこうした要求条件は複雑すぎるためにすぐ取り下げられた。

### 試作車輌の組立て、量産
1917年9月、ニューカッスル・アポン・タインにあったアームストロング・ホイットワース社では2両の試作車輌の製造を始めた。これは純然たる輸送車両のマークIXとなるもので、補給車輌としても運用される予定だった。試作車輌は翌年に承認を受けた。この時点で、代替となり得たマークV戦車の車体延長型が、兵員輸送には不適当であることが明白となっていた。200両のマークIXが、ゲインズバラのトラクター製造社であるマーシャル・サンズに発注されたものの、大戦の終結までに3両のみが完成した。総計34両が最終的に生産中だった。この戦車のため、フランスの戦車作業所では特別設計されたソリが開発されており、10トンの物資を追加牽引できるものが試験されていた。

## 説明

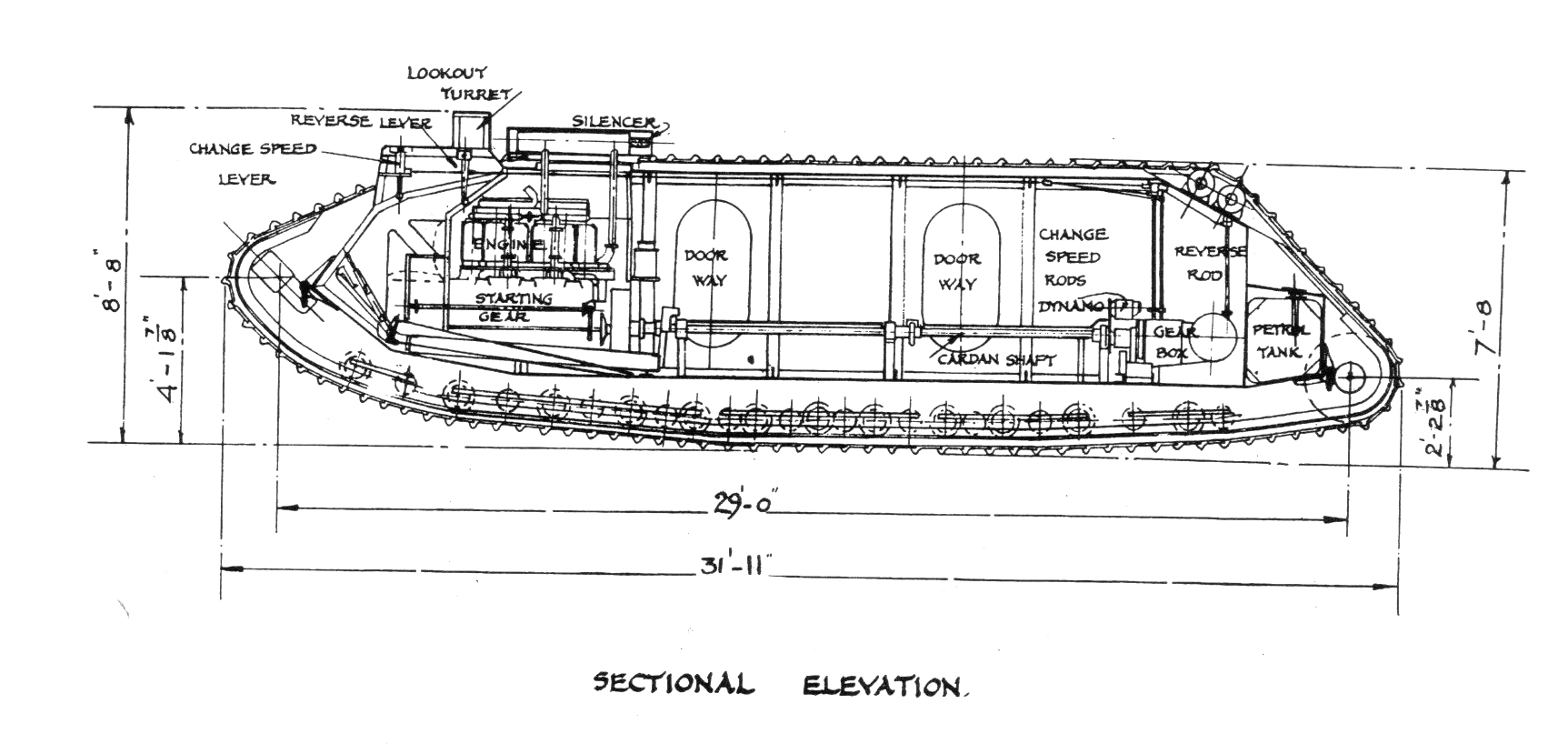
マークＩＸ戦車の内部配置図。

完全に新設計する時間が無いため、マークIXはマークVを基礎として9.73メートルまで車体を延長している。150馬力のリカード・エンジンは前方へ移された。またギアボックスは後部へ、サスペンションの桁は完全に省略された。こうして長さ4メートル、幅2.45メートルの内部空間を作り、兵員30名（公式には50名）用の充分な大きな部屋、または10トンを収容する貨物室となった。車体を充分強固にするため、床は大きな横桁によって補強された。搭乗した兵士達は、天井に配されたギア操作用のロッド類や、中央部を通るドライブシャフトを避けなければならなかった。兵員のための席は用意されていなかった。
車輌本来の要員は、左方に座る操縦手、右方に座る車長、機関員、後部ハッチの機銃を操作する機銃手で構成される。イギリス製の戦車としては初めてフランスの交通状況に譲歩している。2挺めの機銃は車体正面に装備された。装甲兵員輸送車として設計されたこの型式は歩兵戦闘車としての要素も持っており、車体の両側面に沿って8個ずつの銃眼が設けられ、兵員はここから小銃を突き出して射撃できた。計16個の銃眼のうち4個は、兵員が乗降するための卵形のドアに設けられていた。このドアは両側面に2個ずつ設けられていた。
10ミリメートル厚の薄い装甲を用いたにもかかわらず、運用時の重量は27トンであり、速度はわずかに6.9km/hであった。またこの戦車は、車長用に装甲化された監視用ターレットの後方、その屋上に設けられたトレーで補給物資を輸送できた。車輌の最高部は2.64メートルとなっている。さらに3基の大型そりを牽引できた。ラッカムは、大型の消音器とともに換気用のファンを屋上に設けることで内部状況の改善を試みた。しかし未だに隔離された機関区画が無く、この計画では「戦える状態の歩兵分隊を輸送する車輌」という目標を達成し得たかは疑わしい。またマークIXには、非常に限られた航続能力という問題が存在した。

## 戦歴と計画

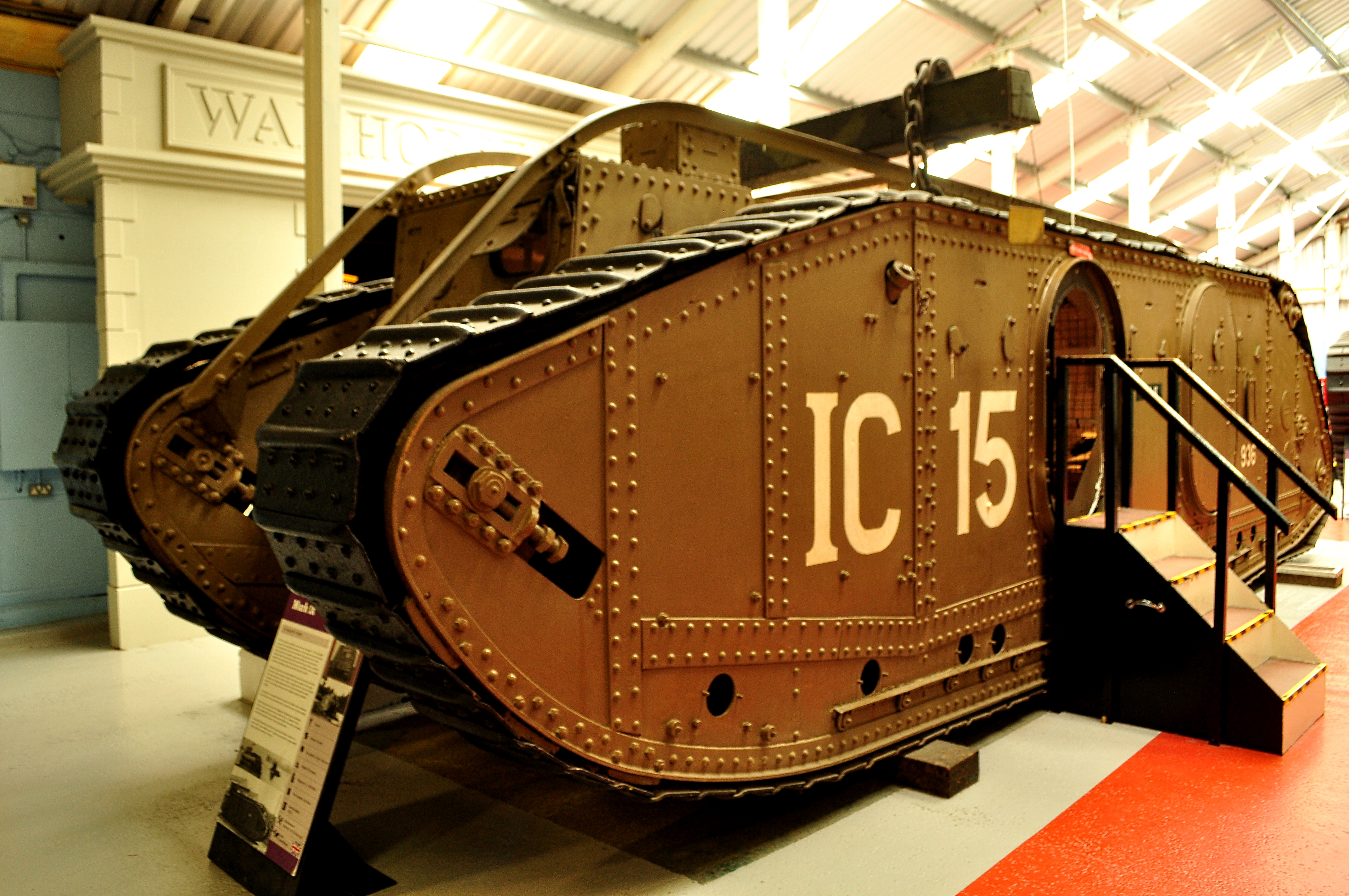
戦車博物館のマークIX戦車

マークIXは戦後も数年間使用された。この車輌の現存写真では、「IC」が車体に塗装された車輌があり、おそらく「歩兵輸送車両（Infantry Carriers）」として用いられていたことを示している。この型式の車輌は、前面の低い装軌部分のシルエットが与えるブタの鼻に似た見た目から「The pig」と命名されており、基本的に2種類の改修車輌が用いられた。最初に作られた3両は装甲化された救急車として使われ、また他の車輌はドリス・ヒル試験基地の要員によって水陸両用車に改造された。
もともと大柄な（すなわち浮力の大きい）車輌であり、おそらくはそれもマークIXが水陸両用戦車の改修元として選定された理由の一つではあるが、その排水量は前面と両側面にドラム缶を装着することで増加された。長い木製の板が軌条に取付けられた。履帯面に対して板の片側のみを取付け、水中で垂直に立つよう可動する。こうした板が軌条のカーブした部分に至ると、これらは突き出され、パドルとして働いた。
1918年11月11日、休戦の日、ブレント・レザボアにて浮航戦車の写真が撮影された。一説ではこの車輌に「The Duck」の名が付けられたとされるが、正確さに関して疑いがある。写真では、大きな長方形の上部構造物が操縦室周辺に設けられたことが示され、またこの構造物から上方へと突き出したパイプはビルジポンプの放出口に似ている。この車輌は海軍の人員によって操作される物だった。
ボービントン戦車博物館には最後に残されたマークIXが現存する。